# Mählers
Mählers AB Mählers & Söner är en tillverkare av snöplogar och hyvelblad för lastbilar, traktorer & väghyvlar.

## Historik
Företaget grundade 1895 av Hans Oskar Mähler företaget i Hoting. Då bestod verksamheten av reparationer och viss nytillverkning av jordbruksredskap & timmerkälkar.
1919 övertog sonen Nils Johan som då utökade verksamheten med bilverkstad och företagsnamnet ändrades till N.J. Mählers smides & reparationsverkstad.
Nils Johan hade fyra söner och 1945 gick de in som delägare.
I slutet av 1940-talet påbörjades tillverkning av hästplogar för snöröjning och i mitten av 1950-talet övergick denna tillverkning alltmer till lastbilsplogar.
Bröderna Mähler utvecklade även skogstraktorn Kvicke, rotorklippare för att röja sly, med mera.
I början av 1970-talet expanderade företaget kraftigt och i brist på lokaler i Hoting flyttades verksamheten till Rossön år 1972.
1979 gick de anställda in och köpte företaget och bildade då kooperativ. Under 90-talet köptes både Mählers och DVP av jämtländska Camfore, under ledning av Per Stjernström, som byggde ut fabriken i Rossön och åter samlade verksamheten. Bland många projekt utmärker sig ombyggnaden av en engelsk tågvagn till rälsgående sopmaskin.
På 2000-talet förvärvade Mählers Svedala-Arbrås plogprogram samt företagen Nimek och Bemab, lanserade styrsystemet MC2 och blev börsnoterat 2005. Året därpå klev tiltrotatortillverkaren engcon, med Stig Engström som VD, in som delägare. Med förvärvet av norska Tellefsdal och svenska Drivex breddades sortimentet, och Mählers blev Nordens största tillverkare av snöröjningsutrustning.
2009 blir Engcon majoritetsägare då de köper familjen Åslings aktier i företaget.
Under Engcons ledarskap lanserades innovationer som Flexiway, Caway och MC3 – system som möjliggjorde både större plogningsbredd och smartare styrning. Den norska marknaden växte snabbt, och ett dotterbolag, Mählers AS, etablerades 2014. 2020-talet har präglats av fortsatt innovation med AI-assistans i styrsystem, modulära plogsystem och den miljöfokuserade saltspridaren Bodum som vann Svenska Designpriset 2024.
Den 8 januari 2025 skrevs ett nytt kapitel när det norrländska investmentbolaget Garga Group AB förvärvade Mählers. Under VD Pontus Jonassons ledarskap fortsätter företaget att driva utvecklingen framåt.